# Firo
Firo er en kryptovaluta med fokus på brugerens privatliv. Den blev første gang introduceret i september 2016 under navnet Zcoin af Poramin Insom og hans team. I oktober 2020 blev Zcoin omdøbt til Firo.
Firo anvender avancerede kryptografiske metoder for at holde transaktioner private. Oprindeligt implementerede den Zerocoin-protokollen, som gjorde det muligt for brugere at konvertere deres mønter til private mønter og derefter tilbage til normale mønter, hvilket brød forbindelsen mellem afsender og modtager. Senere adopterede Firo Sigma-protokollen og derefter Lelantus-protokollen i januar 2021, hvilket forbedrede privatlivsbeskyttelsen ved at fjerne behovet for en betroet opsætning og øge transaktionernes anonymitet.
Firo er baseret på Bitcoins kode og har en samlet udbudsgrænse på 21,4 millioner mønter. Den benytter et proof-of-work-system til minedrift, hvor blokbelønninger halveres cirka hvert fjerde år. I 2024 besluttede Firo-fællesskabet at implementere en tail emission svarende til den i Monero, hvilket betyder, at 1 Firo vil blive frigivet for hver blok i al evighed, efter at den oprindelige grænse på 21 millioner mønter er nået. Dette skal sikre og opretholde blockchainen på lang sigt.

## Eksterne links
- Officiel hjemmeside